# Rüdiger Gratz
Rüdiger Gratz (* 6. April 1936) ist ein ehemaliger deutscher Fußballspieler. In der Bundesliga absolvierte der Offensivspieler für Borussia Neunkirchen in der Saison 1964/65 ein Bundesligaspiel. In der Saison 1963/64 gewann er mit Neunkirchen die Meisterschaft in der Regionalliga Südwest.

## Karriere
Gratz entstammt dem saarländischen VfB Theley, mit dem er von 1958/59 bis 1962/63 in der Zweitklassigkeit der 2. Liga Südwest gespielt hatte. Zur Saison 1963/64 wechselte der Angreifer zu Borussia Neunkirchen, mit der er in der zweitklassigen Regionalliga spielte. Neben Gratz waren noch vom SV Holz 05 die zwei Spieler Volker Münz und Heinz Simmet zum Team des neuen Borussen-Trainers Horst Buhtz gekommen. Die Regionalliga war als Unterbau der gerade gegründeten Bundesliga neu eingeführt worden. Neunkirchen wurde trotz der besseren Platzierung in der Abschlusstabelle der letztmals ausgespielten erstklassigen Oberliga nicht für die Bundesliga nominiert, der 1. FC Saarbrücken hatte den Vorzug erhalten. So spielte Gratz in der Saison 1963/64 in der Südwest-Staffel. Er debütierte in der Regionalliga am Rundenstarttag, den 4. August 1963, bei einem 1:0-Heimerfolg gegen die SpVgg Weisenau. Am 21. Spieltag, den 5. Januar 1964, erzielte er beim 10:0-Heimerfolg gegen den SV Niederlahnstein drei Treffer. Am 19. Januar war er zweifacher Torschütze beim 3:1-Auswärtserfolg auf dem Erbsenberg gegen den VfR Kaiserslautern. Sein letztes Regionalligaspiel bestritt Gratz am 15. März 1964 bei einem 4:2-Heimerfolg gegen Phönix Ludwigshafen, als er auf Rechtsaußen mit Karl Ringel, Heinz Simmet, Volker Münz und Günter Kuntz den Angriff bildete. Im Sturm war er eine feste Größe neben Günter Kuntz, Elmar May und Heinz Simmet. Er erzielte in 20 Spielen elf Treffer und war damit gemeinsam mit Heinz Simmet drittbester Torschütze seines Teams, hinter den zwei Torjägern Günter Kuntz und Elmar May mit jeweils 25 Treffern. Er trug damit zum Erfolg seiner Mannschaft bei, die die Meisterschaft feiern konnte. In der anschließenden Aufstiegsrunde ließ die Borussia den FC Bayern München, SC Tasmania 1900 Berlin und den FC St. Pauli hinter sich, somit war der Aufstieg perfekt.
In der Bundesliga kam Gratz aus beruflichen Gründen nicht mehr zum Zuge – er war Beamter im gehobenen Dienst beim Landratsamt Ottweiler und die Fußball-Begeisterung seines Vorgesetzten hielt sich in Grenzen –, so absolvierte der torgefährliche Außenstürmer lediglich ein Spiel. Am 3. Spieltag, am 5. September 1964, stand er bei der 3:4-Auswärtsniederlage gegen den amtierenden deutschen Meister 1. FC Köln 90 Minuten auf dem Platz. Nach drei Minuten führte Neunkirchen mit 2:0 bei der „Geißbockelf“ und führte in der Halbzeit mit 3:2 Toren. Der Kölner Mittelstürmer Christian Müller entschied die Partie in der zweiten Halbzeit mit zwei Treffern zu Gunsten des Titelverteidigers. Gratz stürmte auf Linksaußen und hatte es in den überwiegenden Zweikämpfen mit Fritz Pott zu tun gehabt.
Zur Saison 1965/66 kehrte Gratz wieder zu seinem Heimatverein VfB Theley in die 1. Amateurliga Saarland zurück. 1966/67 belegte er mit Theley den 4. und 1967/68 den 3. Rang und kam auch in diesen Jahren in der Verbandsauswahl des Saarlandes im DFB-Länderpokal zum Einsatz.
Gratz arbeitete als Beamter im gehobenen Dienst des Landratsamt Ottweiler.